# Красное село (станция метро)
Красное село (Бульвар Царя Бориса 3) (болг. Красно село) — ранее самая западная конечная станция линии М3 Софийского метрополитена. Была открыта 26 августа 2020 года в составе первого пускового участка «Хаджи Димитр» — «Красное Село» линии М3. После открытия 2 пускового участка линии 3, титул конечной перешел станции Горна баня (станция метро), открытой 24 апреля 2021 года. Соседние станции  Болгария и Овечья купель.

## Описание
Станция расположена на пересечении бул. Царя Бориса III и ул. Житница в микрорайоне Красно Село. Глубина заложения станции составляет 22 метра. На линии М3 только станции «Орлов мост» и «Национальный Дворец Культуры II» имеют большую глубину заложения. Из большого просторного холла открывается великолепный вид на перрон станции. На потолке над вестибюлем широко раскинулись синие крылья, создающие ощущение простора, неба и полета. Автомобильный тоннель построенный над станцией в направлении ул. Г. Делчева и ул. Житница способствует безопасному пересечению автомобилей в этом направлении с бул. Царя Бориса III. Все входы на станцию оборудованы 5 лифтами и 9 эскалаторами. Архитектор Красен Андреев. Станция отдела полированной керамогранитной плиткой двух цветов — бежевого и голубого в сочетании с ломанной оранжевой полосой из закаленного стекла толщиной 1 м. На станции установлены прозрачные автоматические платформенные ворота высотой 1,6 м с нержавеющими окантовками и 40-сантиметровыми полосами из гладкой нержавеющей стали внизу.